# جورج هيتشكوك
جورج هيتشكوك (بالإنجليزية: George Hitchcock)‏ هو رسام أمريكي، ولد في 29 سبتمبر 1850 في بروفيدنس في الولايات المتحدة، وتوفي في 2 أغسطس 1913 في Marken ‏ في هولندا.

## معرض صور

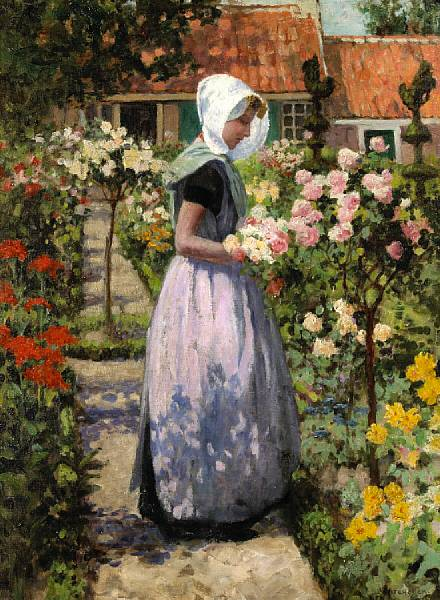
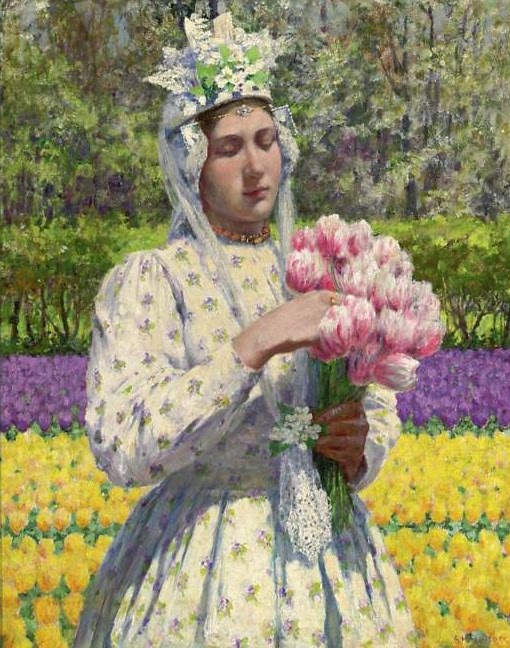
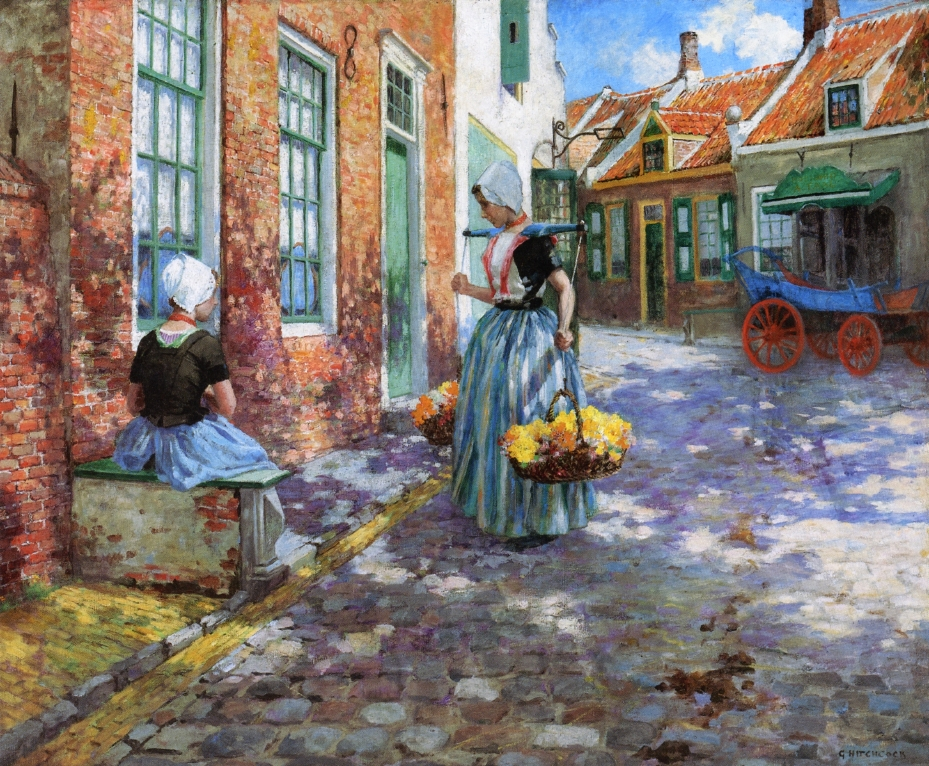
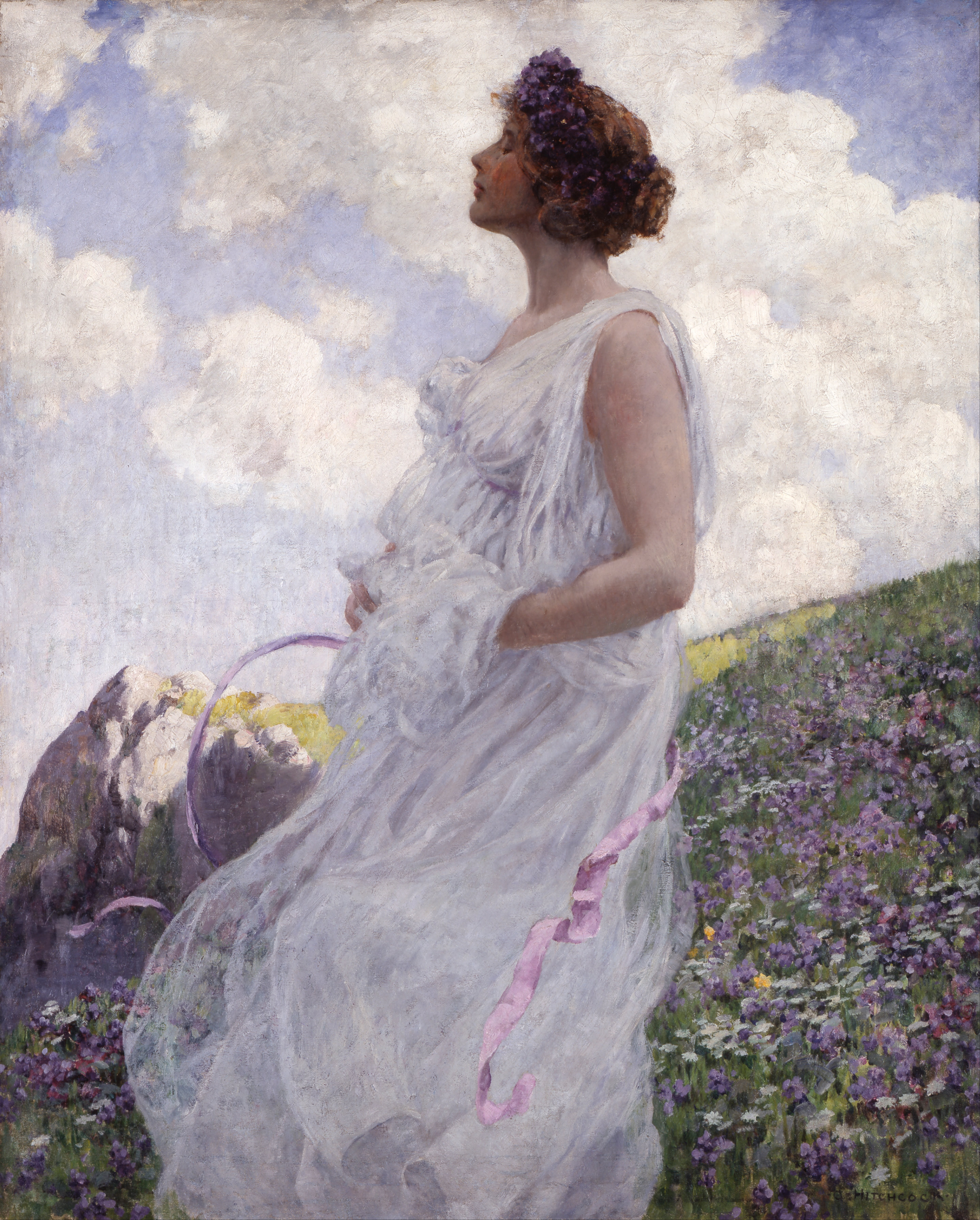
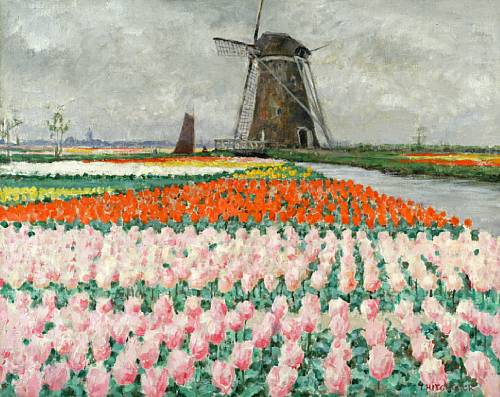

## وصلات خارجية
- جورج هيتشكوك على موقع ميوزك برينز (الإنجليزية)